# Frederico Helmel
Dom Friedrich Helmel, SVD (Lunz am See, 2 de maio de 1911 — Guarapuava, 12 de setembro de 1993) foi um bispo católico austríaco, de Guarapuava.
Helmel juntou-se à Congregação do Verbo Divino e recebeu o sacramento da ordem em 31 de outubro de 1937.
Em 19 de março de 1966, o papa Paulo VI o nomeou primeiro bispo de Guarapuava. Foi ordenado através do arcebispo de Viena, cardeal Franz König, em 19 de maio do mesmo ano; os co- consagradores foram o arcebispo coadjutor de Viena, Franz Jachym, e o bispo de St. Pölten, Franz Žak.
Em 27 de setembro de 1986, o Papa João Paulo II aceitou o pedido de demissão de Dom Friedrich Helmel por razões de idade, tornando-se bispo-emérito da Diocese de Guarapuava.